# ساسال (نیومکزیکو)
ساسال (به انگلیسی: Sausal) یک منطقهٔ مسکونی در ایالات متحده آمریکا است که در نیومکزیکو واقع شده‌است. ساسال ۵٫۹۱ کیلومتر مربع مساحت و ۱٬۰۵۶ نفر جمعیت دارد و ۱٬۴۶۷ متر بالاتر از سطح دریا واقع شده‌است.